# Vireux-Wallerand
Vireux-Wallerand é uma comuna francesa na região administrativa de Grande Leste, no departamento das Ardenas. Estende-se por uma área de 21,07 km². Em 2010 a comuna tinha 1 998 habitantes (densidade: 94,8 hab./km²).